# Jiaohe
Jiaohe (蛟河市S, JiāohéP) è una città-contea della Cina, situata nella provincia di Jilin e amministrata dalla prefettura di Jilin.